# SK에너지판매
SK에너지판매(SK Energy Sales Co., Ltd.)은 SK그룹계열사로 대한민국의 석유유통회사이다.

## 역사
- 1965년 - (주)흥국상사를 설립
- 1965년 - 대한석유공사와 전국판매 계약을 체결
- 1980년 - 선경그룹이 대한석유공사의 경영권을 인수, 흥국상사의 경영 참여
- 1989년 - 국내 최초로 주유소 판매시점관리 시스템 도입하였다.
- 1997년 - SK에너지판매(주)로 사명변경
- 2000년 - SK글로벌에 합병

## 같이 보기
- SK그룹
- SK에너지
- SK네트웍스